# Leo Ingram
Leo Ingram (ur. 20 października 1969) – amerykański kulturysta.

## Osiągi
- 1993:
  - Gold's Classic − federacja NPC, kategoria ciężka − I m-ce
  - Gold's Classic − fed. NPC − całkowity zwycięzca
  - Los Angeles Championships - fed. NPC, kat. ciężka − I m-ce

- 1994:
  - Junior USA − fed. NPC, kat. ciężka − II m-ce

- 1995:
  - Junior USA − fed. NPC, kat. ciężka − I m-ce
  - Junior USA − fed. NPC − całkowity zwycięzca

- 1996:
  - USA Championships − fed. NPC, kat. ciężka − XI m-ce

- 1997:
  - USA Championships − fed. NPC, kat. ciężka − II m-ce

- 1998:
  - USA Championships − fed. NPC, kat. superciężka − IX m-ce

- 2005:
  - Nationals − fed. NPC, kat. superciężka − II m-ce
  - US Armed Forces Championships − fed. NPC − całkowity zwycięzca
  - US Armed Forces Championships − fed. NPC, kat. ciężka − I m-ce

- 2006:
  - North American Championships − fed. IFBB, kat. superciężka − I m-ce
  - North American Championships − fed. IFBB − całkowity zwycięzca
  - USA Championships − fed. NPC, kat. superciężka − II m-ce

- 2007:
  - Colorado Pro Championships − fed. IFBB − XV m-ce
  - Keystone Pro Classic − fed. IFBB − XII m-ce
  - New York Pro Championships − fed. IFBB − XIV m-ce

- 2008:
  - Houston Pro Invitational − fed. IFBB − III m-ce
  - New York Pro Championships − fed. IFBB, kat. "open" − VIII m-ce
  - Olympia − fed. IFBB − poza czołówką

- 2009:
  - Atlantic City Pro − fed. IFBB − V m-ce
  - Europa Supershow − fed. IFBB, kat. "open" − IX m-ce
  - New York Pro Championships − fed. IFBB, kat. "open" − poza czołówką
  - Tampa Bay Pro − fed. IFBB, kat. "open" − VII m-ce